# Acronicta theodora
Acronicta theodora là một loài bướm đêm trong họ Noctuidae.